# M3GAN 2.0
M3GAN 2.0 là phim điện ảnh Mỹ thuộc thể loại khoa học viễn tưởng và kinh dị, ra mắt năm 2025 của đạo diễn, biên kịch Gerard Johnstone. Đây là phần hai của M3GAN (2022), ngoài hai diễn viên chính Allison Williams và Violet McGraw đảm nhận vai cũ, phim có sự tham gia của Ivanna Sakhno, Timm Sharp, Aristotle Athari và Jemaine Clement. Jason Blum và James Wan của Blumhouse Productions và Atomic Monster tiếp tục với vai trò nhà sản xuất.
M3GAN 2.0 dự kiến được Universal Pictures phát hành vào ngày 27 tháng 6 năm 2025.

## Phân vai
- Allison Williams vai Gemma
- Violet McGraw vai Cady
- Amie Donald vai M3GAN
  - Jenna Davis vai lồng tiếng cho M3GAN
- Brian Jordan Alvarez vai Cole
- Jen Van Epps vai Tess
- Ivanna Sakhno vai Amelia
- Timm Sharp
- Aristotle Athari
- Jemaine Clement

## Nội dung
Hai năm sau các sự kiện trong phần một, Gemma giờ đang làm việc trong ngành trí tuệ nhân tạo. Công nghệ sản xuất búp bê M3GAN không may bị kẻ gian đánh cắp và tạo ra một con robot gián điệp tên là Amelia, nó trở nên thông minh ngoài tầm kiểm soát và muốn làm chủ thế giới. Gemma không còn cách nào khác ngoài thiết lập lại và nâng cấp M3GAN để đấu với Amelia.

## Phát hành
M3GAN 2.0 dự kiến công chiếu ngày 27 tháng 6 năm 2025. Phim ban đầu được lên lịch vào ngày 17 tháng 1, sau đó là 16 tháng 5 cùng năm.